# Locke Lamoras lögner
Locke Lamoras lögner (engelska: The Lies of Locke Lamora) är en fantasyroman från 2006, skriven av den amerikanska författaren Scott Lynch. En svensk översättning av Helena Ridelberg på Bonnier Carlsen kom 2007. Handlingen utspelar sig i den fiktiva staden Camorr som liknar Venedig och kretsar kring Locke Lamora som är en storslagen tjuv. Boken är den första delen i serien Gentlemannarövarna som väntas bestå av sju böcker. Än så länge har två uppföljare släppts, enbart den första, Rött hav under röd himmel, har översatts till svenska.